# アイコム
アイコム株式会社（英: ICOM INCORPORATED）は、大阪府大阪市平野区に本社を置く日本の無線通信機器の製造会社である。

## 概要

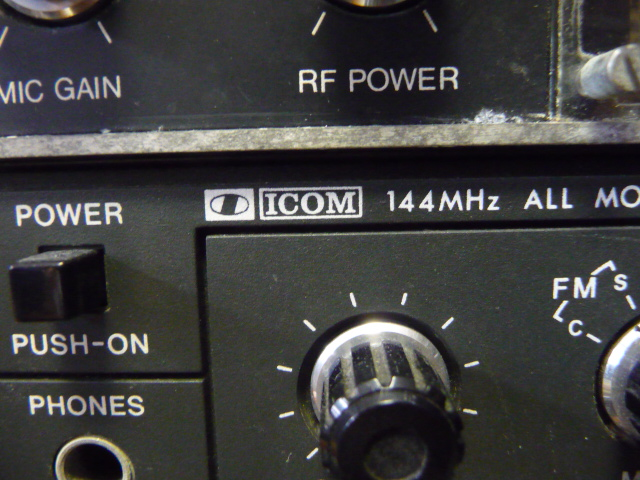
1980年代まで使用された旧ロゴマーク（中央）。IC-251。

アマチュア無線では非常に有名な企業で、日本初のハンディ機を開発し、携帯用無線機メーカーの草分け的存在である。また、価格が100万円を超えるような機種を発売し、他社との差別化を図っている。
社名の由来は井上電機製作所（創業者・井上徳造にちなむ）の頭文字「I」と、communicationの頭文字「com」を合成したものである。もともとの略号はI.E.W.（Inoue Electric Works）であり、一時はI.C.E.（井上通信電子）を使用したこともあった。このため、アマチュアの間では専ら「イノウエ」と呼ばれていた。現在でも当時を知る者は、主に社名変更前の機器を「イノウエ」と呼称する場合が多い（例：イノウエのFDAM-3）。
ICOMの商標は社名変更前から長く使われているが、商標使用当初の読みは「アイコム」ではなく「イコム」だった。
かつては秋葉原と大阪・日本橋でパソコンショップ（ソフトアイランド）を運営し、BTOパソコン（COMCHAMPおよびGIGAMASTERシリーズ）も発売していた。なお、現存するソフトアイランドの店舗はすべてフランチャイズである。
2023年3月期の品目別売上高構成は陸上業務用無線通信機器（48%）、 アマチュア用無線通信機器（17%）であり、その他には航空用無線機器、海洋航法機器、無線LAN機器などを扱っている。近年ではNTTドコモのモバイルセントレックス（PASSAGE DUPLE）用SIPサーバなども取り扱っている。
1976年より海外展開しており、2023年3月期の売上高構成比は、日本国内33.0%、北中南米36.4%、アジア・オセアニア14.3%、EMEA16.3%となっている。

## 沿革
- 1954年 - 井上徳造が京都府相楽郡山城町（現：木津川市）に「井上電機製作所」を創業。
- 1964年7月16日 - 株式会社化。
- 1970年 - 大阪府大阪市平野区に本社移転。
- 1978年 - アイコム株式会社に商号変更。
- 1990年 - 大阪証券取引所第二部に上場。
- 2001年 - 東京証券取引所、大阪証券取引所第一部に上場。
- 2022年4月 - 東京証券取引所の市場区分の見直しにより、東京証券取引所の市場第一部からプライム市場に移行。

## 国内事業所
- 本社（大阪府大阪市平野区加美南1-1-32）
- リペアセンター（和歌山県紀の川市北勢田1079-18）
- 北海道営業所（北海道札幌市中央区南3条西10丁目1001-5 福山南三条ビル6F）
- 仙台営業所（宮城県仙台市青葉区本町3-6-18 勾当台イーストビル5F）
- 東京営業所（東京都江東区木場2-17-16 ビサイド木場5F）
- 名古屋営業所（愛知県名古屋市中区綿1-4-25 伏見ITビル5F）
- 大阪営業所（大阪府大阪市平野区加美鞍作1-6-19）
- 広島営業所（広島県広島市中区大手町5-1-1 大手町ファーストビル4F）
- 九州営業所（福岡県福岡市博多区住吉2-2-1 井門博多ビルイースト5F）
- 東京事業所（東京都中央区日本橋浜町3-42-3 住友不動産浜町ビル9F）
- ならやま研究所（奈良県奈良市左京6-5-7）

## 関連会社
日本国内
- 和歌山アイコム株式会社（和歌山県有田郡有田川町大字徳田1866-1）
- アイコム情報機器株式会社（大阪市浪速区日本橋3-8-15）
- 株式会社コムフォース（持分法適用関連会社、東京都江東区木場2-17-16 ビサイド木場5F）

日本国外
- Icom America Inc.（アメリカ合衆国）
- ICOM CANADA HOLDINGS INC.（カナダ）
- Icom (Europe) GmbH（ドイツ）
- Icom（Australia）Pty.,Ltd.（オーストラリア）
- Icom Spain, S.L.（スペイン）
- ICOM ASIA CO.,LTD（ベトナム）
- PURECOM CO.,LTD（中華人民共和国）
- Icom America License Holding LLC（アメリカ合衆国）
- ICOM DO BRASIL RADIOCOMUNICACAO LTDA.（ブラジル）
- ICOM CENTRAL AMERICA,S.DE R.L.DE C.V.（メキシコ）

## スポンサー活動
- 2008年- セレッソ大阪オフィシャルサプライヤーとして、ホームゲーム等で使用する簡易無線などを提供
- 2015年7月-8月 第23回世界スカウトジャンボリーシルバースポンサーとして、運営に使用する業務無線、JOTA-JOTI Plazaに開設したアマチュア無線特設局【8N23WSJ】無線設備1式などを提供

## 特筆事項
レバノンのポケベル爆発にて、アイコム製トランシーバー『IC-V82』という2014年に製造・販売を中止した製品が爆発したとされたが、9月19日にアイコムは「偽造品防止のシールが貼付されておらず、当社から出荷した製品かどうか確認できない」とのコメントを発表した。また、21日までにアイコムは「爆発した無線機が当社製のものである可能性は限りなく低い」とのコメントを発表した。